# Provincia di Davao de Oro
Davao de Oro, precedentemente Compostela Valley, è una provincia filippina situata nella regione di Davao, sull'isola di Mindanao. Il suo capoluogo è Nabunturan.

## Geografia fisica
La provincia di Davao de Oro è posta nel settore sud-orientale dell'isola di Mindanao, nella regione di Davao. Confina a nord con l'Agusan del Sur, ad est e a sud con il Davao Oriental, ad ovest con il Davao del Norte e a sud-ovest si affaccia sul golfo di Davao.

## Geografia antropica

### Suddivisioni amministrative
La provincia di Davao de Oro comprende 11 municipalità.
- Compostela
- Laak
- Mabini
- Maco
- Maragusan
- Mawab
- Monkayo
- Montevista
- Nabunturan
- New Bataan
- Pantukan

## Economia
L'economia è basata essenzialmente sull'agricoltura (riso, noci di cocco e banane).
Altre voci importanti per la provincia sono rappresentate dalla pesca, dall'attività estrattiva e dal turismo.